# Mount Pleasant (Carolina del Sud)
Mount Pleasant è una città di 66.418 abitanti degli Stati Uniti d'America situata nella contea di Charleston nello Stato della Carolina del Sud.